# بيلي ريد (مقدم تلفزيوني)
بيلي ريد هو مقدم تلفزيوني كندي، ولد في 10 أبريل 1977 في فيكتوريا في كندا.

## وصلات خارجية
- بيلي ريد على موقع IMDb (الإنجليزية)
- بيلي ريد على موقع ميوزك برينز (الإنجليزية)